# HKS
Pour les articles homonymes, voir HKS (homonymie).
HKS est le premier préparateur automobile japonais. L'entreprise a été fondée par Hiroyuki Hasegawa et M. Kitagawa en 1973, avec l'apport de capitaux de la société Sigma Automotive Co., Ltd., d'où le nom « HKS » (Hasegawa-Kitagawa-Sigma).
Impliqué en compétition automobile, HKS s'illustre au Japon en Super GT, Super Taikyu, D1GP, ou en rallye, mais aussi en dragster.
La société offre une large gamme de pièces « performances » directement issues de la compétition : échappements, transmissions, injecteurs, pistons, turbos, turbo timers, boost controlers, culasses, arbres à cames, etc.
En 1982, la compagnie s'établit aux États-Unis en créant HKS USA, Inc.
En 2004, le groupe HKS et le constructeur Nissan ont créé une voiture de drift sur base de la Nissan Silvia, baptisée HKS Genki Hyper Silvia RS2.